# Albuquerque International Sunport

i7
i11
i13
Der Albuquerque International Sunport (IATA-Code: ABQ, ICAO-Code: KABQ) ist der Flughafen von Albuquerque, der größten Stadt im US-Bundesstaat New Mexico.

## Lage und Verkehrsanbindung
Der Albuquerque International Sunport befindet sich fünf Kilometer südöstlich des Stadtzentrums von Albuquerque. Rund einen Kilometer westlich des Flughafens verlaufen die Interstate 25 und der U.S. Highway 85 auf einer gemeinsamen Trasse.
Der Albuquerque International Sunport wird durch Busse in den öffentlichen Personennahverkehr eingebunden. Die Routen 50, 222 und 250 des Betreibers ABQ RIDE fahren ihn regelmäßig an.

## Geschichte
In den 1930er Jahren war Albuquerque mit dem West Mesa Airport, der 1929 den nur ein Jahr zuvor eröffneten Flughafen Oxnard Field ersetzte, an das Streckennetz der Fluggesellschaft Transcontinental and Western Air angeschlossen. Nachdem im Rahmen des New Deals Gelder der Works Progress Administration für einen neuen Flughafen genehmigt wurden, konnte Gouverneur Clyde Tingley am 28. Februar 1937 den ersten Spatenstich ausführen. Im Jahr 1939 wurde der Flughafen als Albuquerque Municipal Airport mit zwei Start- und Landebahnen und einem Terminal eröffnet.
Im Jahr 1940 wurde am Flughafen die Albuquerque Army Air Base (heute Kirtland Air Force Base) eingerichtet. In Verbindung mit der Army Air Base entstanden auf dem Gelände militärische Testeinrichtungen wie ATLAS-I.
Das heutige Terminal wurde 1965 errichtet und in den 1980er Jahren sowie 1996 erweitert. Das alte Terminalgebäude steht seit 1988 im National Register of Historic Places und wird heute von der Transportation Security Administration genutzt.

## Fluggesellschaften und Ziele
Es werden Ziele in den Vereinigten Staaten angeflogen, darunter vor allem die Drehkreuze der einzelnen Fluggesellschaften.

## Verkehrszahlen
| Jahr | Fluggast- aufkommen | Luftfracht (Tonnen) | Flugbewegungen |
| ---- | ------------------- | ------------------- | -------------- |
| 2018 | 5.258.775           |                     |                |
| 2017 | 4.958.417           | 53.598              | 135.269        |
| 2016 | 4.775.270           | 51.988              | 133.914        |
| 2015 | 4.745.256           | 51.868              | 124.174        |
| 2014 | 4.871.901           | 50.524              | 130.002        |
| 2013 | 5.065.179           | 51.082              | 136.724        |
| 2012 | 5.382.223           | 58.386              | 147.451        |
| 2011 | 5.697.625           | 55.063              | 153.474        |
| 2010 | 5.796.373           | 56.264              | 156.505        |
| 2009 | 5.888.811           | 55.799              | 158.353        |
| 2008 | 6.489.323           | 61.788              | 180.439        |
| 2007 | 6.668.706           | 69.598              | 191.050        |
| 2006 | 6.487.276           | 76.181              | 192.520        |
| 2005 | 6.466.435           | 75.439              | 196.219        |
| 2004 | 6.320.142           | 71.789              | 198.473        |
| 2003 | 6.064.418           | 71.599              | 221.003        |
| 2002 | 6.117.645           | 74.460              | 254.874        |
| 2001 | 6.181.606           | 72.876              | 242.733        |
| 2000 | 6.292.458           | 86.010              | 233.491        |
| 1999 | 6.263.604           | 83.085              | 228.933        |
| 1998 | 6.149.197           | 80.166              | 229.318        |
| 1997 | 6.290.018           | –                   | -              |
| 1996 | 6.618.751           | –                   | -              |
| 1995 | 6.130.451           | –                   | -              |
| 1994 | 6.158.300           | –                   | -              |
| 1993 | 5.603.248           | –                   | -              |
| 1992 | 5.264.577           | –                   | -              |
| 1991 | 4.938.431           | –                   | -              |
| 1990 | 4.987.713           | –                   | -              |

### Verkehrsreichste Strecken
| Rang | Stadt                       | Passagiere | Fluggesellschaft                              |
| ---- | --------------------------- | ---------- | --------------------------------------------- |
| 01   | Phoenix–Sky Harbor, Arizona | 311.790    | American, Southwest                           |
| 02   | Denver, Colorado            | 282.550    | Frontier, Southwest, United                   |
| 03   | Dallas/Fort Worth, Texas    | 281.540    | American                                      |
| 04   | Los Angeles, Kalifornien    | 191.040    | Allegiant, American, Delta, Southwest, United |
| 05   | Dallas–Love, Texas          | 166.670    | Southwest                                     |
| 06   | Las Vegas, Nevada           | 152.500    | Allegiant, Southwest                          |
| 07   | Atlanta, Georgia            | 132.650    | Delta                                         |
| 08   | Chicago–O’Hare, Illinois    | 123.880    | American, United                              |
| 09   | Houston–Hobby, Texas        | 115.400    | Southwest                                     |
| 10   | Oakland, Kalifornien        | 089.230    | Southwest                                     |

## Zwischenfälle
- Am 19. Februar 1955 prallte eine Martin 404 der US-amerikanischen TWA (Luftfahrzeugkennzeichen N40416) nach dem Start vom Flughafen Albuquerque nach Santa Fé in dichten Wolken gegen den Gebirgszug Sandia, in einer Höhe von rund 3000 Meter und 21 Kilometer nordöstlich des Startflughafens. Die dreiköpfige Besatzung und die 13 Passagiere waren sofort tot. Dies war der erste Totalverlust einer Martin 4-0-4. Der unausgesprochene Verdacht eines erweiterten Selbstmordes durch Flugkapitän Ivan Spong konnte erst in jahrelangen Recherchen der Pilotenvereinigung ALPA ausgeräumt werden. Ursache des Unglücks war ein hängengebliebener Kurskreisel (siehe auch Trans-World-Airlines-Flug 260).[8][9]

- Am 6. September 1955 verunglückte eine Douglas C-124C Globemaster II der United States Air Force (USAF) (50-097) während des Starts von der Albuquerque-Kirtland Air Force Base bei starkem Seitenwind. Das Flugzeug wurde irreparabel beschädigt. Von den 69 Insassen kam einer ums Leben.[10]

- Am 3. November 1973 hatte eine McDonnell Douglas DC-10-10 der National Airlines (N60NA) im Reiseflug einen schweren Triebwerksschaden, wobei eine Turbinenschaufel ein Kabinenfenster durchschlug. Ein Passagier wurde infolge des plötzlichen Druckabfalls durch das zerbrochene Fenster gesaugt. Die Piloten konnten die Maschine auf dem Flughafen Albuquerque International Sunport notlanden (siehe auch National-Airlines-Flug 27).[11]